# MODEROID
MODEROID（モデロイド）は、グッドスマイルカンパニーが展開するプラモデルである。
一部彩色済みでランナーもパーツも色分けされており、簡単に組み立てやすくなっているほか、加工や追加塗装にも対応している。2019年2月6日から2月28日にかけて第1回MODEROID商品化希望アンケートを実施しているが、公式では希望が必ず通るものではないと断りを入れている。2020年2月18日から3月11日まで第2回を実施。　

## 製品

### マジンガーシリーズ

#### マジンカイザー
- マジンカイザー（2018年5月）
- マジンカイザー刃皇（2018年9月）
- マジンカイザーライガ（2018年10月）
- アームドマジンカイザー ゴウヴァリアン（2019年7月）
- マジンカイザーアームドユニット ヴァリアンダガー（2019年7月グッスマオンライン限定）
- マジンカイザーSKL（2019年11月）
- マジンカイザーライガ 獣神引退記念カラーVer.（2019年12月）

#### 破獄のマジンガー
- マジンガーZEST（2024年1月）

#### 真マジンガーZERO
- マジンガーZERO（2024年9月）

#### ゴッドマジンガー
- ゴッドマジンガー（2025年10月）

#### マジン・サーガ
- マジンサーガ（2026年5月）

### ノンジャンル
- 1/150プラスチックモデル ソユーズロケット+搬送列車（2018年5月）
- 前田製作所 かにクレーン（2021年8月）

### 六神合体ゴッドマーズ
- 六神合体ゴッドマーズ（2018年8月）

### フルメタル・パニック！
- サベージ クロスボウ（2018年8月）
- Rk-92 サベージ(SAND)（2018年12月）
- Rk-92 サベージ(GRAY)（2018年12月）
- Rk-91/92 サベージ(OLIVE)（2019年1月）

### 新幹線変形ロボ シンカリオン
- シンカリオン E5はやぶさ（2019年2月）
- シンカリオン E6こまち（2019年2月）
- シンカリオン E7かがやき（2019年3月）
- シンカリオン H5はやぶさ（2019年6月）
- シンカリオン E3つばさ（2019年11月）
- シンカリオン E3つばさ アイアンウイング（2019年11月）
- シンカリオン N700Aのぞみ（2020年1月）
- シンカリオン 500こだま（2020年7月）
- ブラックシンカリオン（2020年9月）
- シンカリオン 800つばめ（2020年12月）
- シンカリオン 500 TYPE EVA（2020年12月）
- シンカリオン E5はやぶさ MkⅡ（2021年1月）
- ブラックシンカリオン 紅（2021年1月グッスマオンライン限定）
- シンカリオン ドクターイエロー（2021年6月）
- シンカリオン E5×ドクターイエロー（2021年6月グッスマオンライン限定）
- ブラックシンカリオン オーガ（2021年9月）
- シンカリオンZ E5はやぶさ（2022年1月）
- シンカリオンZ E5はやぶさ＆E5ヤマノテセット（2022年1月）
- シンカリオンZ E6ネックス（2022年6月）
- シンカリオンZ E7アズサ（2022年7月）

### ダーリン・イン・ザ・フランキス
- ストレリチア（2019年4月）

### 天元突破グレンラガン
- グレンラガン（2019年5月）

### エルドランシリーズ

#### 絶対無敵ライジンオー
- ライジンオー（2019年8月）
- バクリュウオー（2019年9月）
- ライジンオー〈五次元帝国の逆襲版〉（2020年9月）

#### 元気爆発ガンバルガー
- ガンバルガー（2021年1月）
- リボルガー（2021年9月）
- ゲキリュウガー（2022年7月）

#### 完全勝利ダイテイオー
- ダイテイオー（2024年7月）
- ダイリュウオー（2025年10月）

### ARIEL
- エリアル C型装備（2019年5月）
- エリアル 飛行ユニット装備（2019年9月）

### J9シリーズ

#### 銀河旋風ブライガー
- ブライガー（2019年9月）

### 天空のエスカフローネ
- エスカフローネ（2020年3月）
- シェラザード（2021年4月）
- アルセイデス（2021年6月）
- アルセイデス（ディランドゥ機）（2021年6月）

### クルーズチェイサー ブラスティー
- クルーズチェイサー ブラスティー（2020年5月）

### OBSOLETE
- 1/35 アウトキャスト・ブリゲード エグゾフレーム（2020年5月）
- 1/35 汎用作業用エグゾフレーム(グレー)（2020年9月）
- 1/35 汎用作業用エグゾフレーム(イエロー)（2020年9月）
- 1/35 アメリカ海兵隊エグゾフレーム 強行偵察装備（2020年12月）
- 1/35 アメリカ海兵隊エグゾフレーム 対砲兵戦術レーザーシステム（2020年12月）
- 1/35 潜水用エグゾフレーム（2021年2月）
- 1/35 パキスタン軍エグゾフレーム（2021年2月）
- 1/35 即席戦闘用エグゾフレーム(2体セット)（2021年4月）
- 1/35 武装エグゾフレーム（2021年4月）
- 1/35 PMCサーベラス社エグゾフレーム（2021年5月）
- [ボトムズ×OBSOLETEコラボモデル] 1/35 RSC装甲騎兵型 エグゾフレーム（2021年5月） - 装甲騎兵ボトムズとのコラボ。

### ナイツ&マジック
- イカルガ（2020年12月）
- イカルガ用水転写マーキングデカール（2020年12月）
- ツェンドルグ/ツェンドリンブル（2022年12月）
- ツェンドルグ/ツェンドリンブル用水転写マーキングデカール（2022年12月）
- イカルガ METALLIC SILHOUETTE Ver.（2023年1月）
- ツェンドリンブル 量産機カラーVer.（2023円6月）
- トイボックス（2024年5月）
- トイボックス用水転写マーキングデカール（2024年5月）
- 三式装備（2024年5月グッスマオンライン限定）
- DX-SCALE イカルガ（2025年6月）

### ポプテピピック
- スーパーピピ美BARIモード（2021年1月）
- 超クソデカ合体 グレートバリバリピピック（2023年6月）
- メカポプ子＋超クソデカ合体用パーツセット（2023年6月）

### 機動警察パトレイバー
- AV-98イングラム（2021年1月）
- ブルドッグセット（2021年1月グッスマオンライン限定）
- AV-98イングラム&ブルドッグセット（2021年1月）
- ARL-99ヘルダイバー（2021年2月）
- AV-X0零式（2021年3月）
- TYPE-J9グリフォン（2021年8月）
- TYPE-J9グリフォン フライト&アクアユニットセット（2021年8月）
- AV-0ピースメーカー（2021年11月）
- HAL-X10（2022年5月）
- AV-2ヴァリアント（2022年8月）
- AV-98イングラム リアクティブアーマー装備（2023年1月）
- 98式特型指揮車&99式特型レイバーキャリア（2023年1月）
- AV-X0零式 NYPD仕様（2023年2月）
- AV-98イングラム USAVer.（2023年2月）
- HL-98ヘラクレス21&ASV99ボクサー（2023年4月）
- HL-98ヘラクレス21&ASV99ボクサー アナザーカラーVer.（2023年4月）
- TYPE97 TFV-EXクラブマン・ハイレッグ（2023年8月）
- AVS-98エコノミー（2024年10月）
- AVS-98 MARKⅡスタンダード（2024年10月）
- AVS-98 MARKⅡスタンダード 量産機カラー（2024年10月）
- TYPE-7ブロッケン GSG-9 Ver.（2025年10月）
- TYPE-7ブロッケン OVAカラーVer.（2025年10月）
- TYPE-7ブロッケン（2025年10月）

### ロボコップ
- ED-209（2021年2月）
- ロボコップ2〈ケイン〉（2023年3月）
- ロボコップ（2024年7月）
- ロボコップ ジェットパック装備（2024年7月）

### ガイキング LEGEND OF DAIKU-MARYU
- ガイキング（2021年2月）
- ライキング（2021年2月）
- バルキング（2021年2月）
- ガイキング・ザ・グレート（2021年2月グッスマオンライン限定）

### 宇宙戦士バルディオス
- バルディオス（2021年3月）

### 破邪大星ダンガイオー
- ダンガイオー（2021年5月）

### 僕のヒーローアカデミア
- 緑谷出久（2021年6月）
- 爆豪勝己（2021年7月）

### 蒼穹のファフナー
- ファフナー・マークザイン（2021年10月）
- ファフナー・マークニヒト（2022年8月）
- ファフナー・マークアレス（2023年6月）
- ファフナー・マークドライツェン改 クロノス（2025年6月）
- ファフナー・マークフィアー改 アバドン（2025年9月）

### 魔動王グランゾート
- グランゾート（2021年10月）
- アクアビート（2021年10月）
- ウインザート（2021年10月）
- スーパーグランゾート（2022年10月）
- ブラックグランゾート（2023年1月） - MODEROID限定オリジナルカラー
- ワイバースト（2023年9月）
- ハービザン（2023年9月）
- ヒドラム（2023年9月）
- スーパーアクアビート（2023年11月）
- スーパーウインザード（2023年11月）
- ハイパーグランゾート（2023年12月）
- 光の三魔動王セット メタリックカラーVer.（2024年2月）
- 武者メタル（2024年10月）
- King's Style グランゾート（2024年11月）
- King's Style グランゾート 王金版（2024年11月）
- スーパーグランゾート EX Color Ver.（2025年2月グッドスマイルカンパニー公式ショップ限定販売）
- King's Style アクアビート（2026年2月）
- King's Style アクアビート 王金版（2026年2月）
- King's Style ウインザート（2026年2月）
- King's Style ウインザート 王金版（2026年2月）

### GRIDMAN UNIVERSE

#### SSSS.DYNAZENON
- ダイナゼノン（2021年11月）
- グリッドナイト&ゴルドバーン（2022年5月）

#### グリッドマンユニバース
- フルパワーグリッドマン（2023年1月）
- グリッドマン(Universe Fighter)&ビッグゴルドバーン（2024年3月）
- フルパワーグリッドナイト（2024年6月グッスマオンライン限定）
- ローグカイゼルグリッドマン（2024年3月）
- ゴルドバーンダブルセット Extra Gold Ver.（2024年8月）
- ゴルドバーン ダブルセット Extra Gold Ver. （with グリッドマン＆グリッドナイト）（2024年8月）
- フルパワーグリッドマン Gold Ver.（2025年7月グッスマオンライン限定）

### 電脳冒険記ウェブダイバー
- グラディオン（2021年12月）
- ダークグラディオン（2021年12月）
- ワイバリオン（2023年3月）

### PUI PUI モルカー
- くみたてモルカー アビー（2022年1月）
- くみたてモルカー ポテト（2022年1月）
- くみたてモルカー シロモ（2022年1月）
- くみたてモルカー チョコ（2022年2月）
- くみたてモルカー 武装テディ（2022年2月）
- くみたてモルカー 魔法天使アビー（2022年3月）
- くみたてモルカー ゾンビシロモ（2022年3月）
- くみたてモルカー 救急モルカー（2022年4月）
- くみたてモルカー パトモルカー（2022年4月）

### サイバーボッツ
- プロディア（2022年1月）
- B・ライアット（2022年2月）

### メガフォース
- タック・コム（2022年4月）

### 魔法騎士レイアース
- 炎神レイアース（2022年5月）
- 海神セレス（2022年5月）
- 空神ウインダム（2022年5月）
- 合体魔神レイアース（2023年2月）

### クロムクロ
- クロムクロ（2022年5月）

### エイリアン2
- パワーローダー（2022年7月）

### 冥王計画ゼオライマー
- グレートゼオライマー（2020年7月）
- 天のゼオライマー（2022年7月）

### メタルスキンパニック MADOX-01
- MADOX-01（2022年9月）

### ジャイアントロボ THE ANIMATION -地球が静止する日
- ジャイアントロボ（2022年10月）

### 超重神グラヴィオン
- ゴッドグラヴィオン（2022年11月）
- ソルΣグラヴィオン（2023年1月）
- ゴッドΣグラヴィオン（2023年2月）

### ブレンパワード
- ユウブレン（2022年11月）
- ヒメブレン（2022年11月）
- グランチャー（2022年12月）
- グランチャー（クインシィ機）（2022年12月）
- グランチャー（ジョナサン機）（2022年12月）
- ネリーブレン（初期カラー）（2024年5月グッスマオンライン限定）
- ネリーブレン（再リバイバル）（2024年5月）
- バロン・ズゥ（2024年7月）
- クインシィ バロン・ズゥ（2024年7月）

### ゲッターロボシリーズ

#### 真ゲッターロボ 世界最後の日
- 真ゲッター1（2022年11月）
- 真ゲッターロボ タラク（2024年3月）
- 真ゲッタードラゴン（2024年4月）
- 真ゲッター1 ゲッター線クリアカラーVer.（2025年2月グッドスマイルカンパニー公式ショップ限定販売）

#### ゲッターロボ
- ミニ合体変形 ゲッター1（2025年2月）

### 戦闘メカ ザブングル
- ザブングル（2022年12月）

### 機動戦隊アイアンサーガ
- ディアストーカーR×R（2022年12月）

### ガン×ソード
- ダン・オブ・サーズデイ（2023年1月）
- エルドラⅤ（2023年10月）
- エルドラソウル（2025年11月）

### グランベルム
- ホワイトリリー（2023年1月）
- ヴィオラカッツェ（2023年1月）

### 最強ロボ ダイオージャ
- ダイオージャ（2023年1月）

### 楽園追放 -Expelled from Paradise-
- アーハン（2023年1月）
- ニューアーハン（2024年12月）

### 英雄伝説 閃の軌跡
- 《灰の騎神》ヴァリマール（2023年1月）
- 《蒼の騎神》オルディーネ（2023年12月）
- 《銀の騎神》アルグレオン（2025年5月）

### THE ビッグオー
- ビッグオー（2023年4月）

### ヱヴァンゲリヲン新劇場版
- エヴァンゲリオン初号機（2023年5月）
- エヴァンゲリオン初号機 Metallic Type Ver.（2024年1月グッスマオンライン限定）
- エヴァンゲリオン2号機（2025年9月）
- エヴァンゲリオンMark.06（2025年10月）

### 鉄人28号シリーズ

#### 鉄人28号
- 鉄人28号（2023年5月）
- ブラックオックス(初代鉄人版)（2025年2月）

#### 太陽の使者 鉄人28号
- 太陽の使者 鉄人28号（2023年5月）

#### 超電動ロボ 鉄人28号FX
- 鉄人28号FX＋鉄人17号フェニックス（2025年5月）
- ブラックオックス(鉄人29号OX)（2025年5月）

### 機動戦艦ナデシコ
- エステバリス陸戦フレーム（2023年5月）
- エステバリス空戦フレーム（2023年5月）
- ブラックサレナ（2024年12月）
- エステバリス0G戦フレーム（2025年4月）

### 覇王大系リューナイト
- リューナイトコレクションSERIES:1 ゼファー&マジドーラ（2023年7月）
- リューナイト・ゼファー(アデュー・レジェンドVer.)（2023年7月）
- リューナイトコレクションSERIES:2 爆烈丸&バウルス（2023年10月）
- リューナイトコレクションSERIES:3 疾風丸&デリンガー（2024年4月）
- リューナイトコレクションSERIES:4 シャインバラム&シュテル（2024年12月）
- リューナイトコレクションSERIES:5 リューパラディン・ロードゼファー（2025年7月）

### アイドルマスター XENOGLOSSIA
- インベル（2023年7月）

### 勇者ライディーン
- ライディーン（2023年7月）

### 神魂合体ゴーダンナー!!
- ゴーダンナー ツインドライブモード（2023年9月）

### 装甲悪鬼村正
- 三世勢州千子右衛門尉村正（2023年9月）
- 相州五郎入道正宗（2025年9月）

### 科学救助隊テクノボイジャー
- テクノボイジャー（2023年9月）

### Xボンバー
- ビッグ・ダイエックス（2023年9月）

### 超攻速ガルビオン
- ガルビオン（2023年11月）

### 機甲警察メタルジャック
- ハイパーレッドジャックアーマー（2023年11月）

### Horizon Forbidden West
- サンダージョー（2023年12月）

### 初音ミク GTプロジェクト
- レーシングミク 2022Ver.（2023年12月）

### 超時空世紀オーガス
- オーガス（2024年1月）
- オーガスⅡ オルソン・スペシャル（2025年6月）
- ナイキック（2025年7月）

### プロメア
- リオデガロン（2024年1月）

### 戦え!!イクサー1
- イクサーロボ（2024年2月）

### クロスアンジュ 天使と竜の輪舞
- ヴィルキス（2024年3月）
- ヴィルキス最終決戦仕様（2024年3月グッスマオンライン限定）

### 2文字アルファベットシリーズ

#### NG騎士ラムネ&40
- キングスカッシャー（2024年4月）
- クイーンサイダロン（2024年4月）

#### VS騎士ラムネ&40炎
- カイゼルファイヤー（2025年10月）

### 神無月の巫女
- 武夜御鳴神（2024年4月）
- 武夜御鳴神 千歌音搭乗時カラー（2024年4月グッスマオンライン限定）

### メガゾーン23
- ガーランド（2024年4月）

### 百獣王ゴライオン
- ゴライオン（2024年5月）

### 地球防衛企業ダイ・ガード
- ダイ・ガード（2024年5月）

### 鉄のラインバレル
- ラインバレル オーバードライブ（2024年5月）

### 斬魔大聖デモンベイン
- デモンベイン（2024年6月）
- デモンベイン シャンタクセット（2024年6月グッスマオンライン限定）
- リベル・レギス（2025年4月）

### 高機動幻想ガンパレード・マーチ
- 士魂号 単座型（2024年6月）
- 士魂号 複座型（2024年8月）

### 交響詩篇エウレカセブン
- ニルヴァーシュ type ZERO（2024年6月）

### ラーゼフォン
- ラーゼフォン（2024年7月）

### 大魔獣激闘 鋼の鬼
- 鋼（ハガネ）（2024年7月）

### ティタノマキア
- SIDE：R フォーゲルグ（2024年9月）
- SIDE：GR エーデルシュタインⅡ(ツヴァイ)（2024年9月）
- SIDE：R ブリッツシュラーク（2024年10月）
- SIDE：R パンヘッド（2024年11月）
- SIDE：GR アークラウド（2025年11月）
- SIDE：GR ヴェクトール（2026年1月）

### 勇気爆発バーンブレイバーン
- M2 イクシード・ライノス（2024年10月）
- ブレイバーン（2025年5月）
- 24式機動歩行戦闘車 烈華 汎用型（2025年6月）
- バーンドラゴン（2025年9月グッドスマイルカンパニー公式ショップ限定）
- バーンブレイバーン（2025年9月）

### メガトン級ムサシ
- メガトン級ムサシ（2024年11月）

### 超力ロボ ガラット
- ジャンブー（2024年11月）

### ゴジラシリーズ
- スーパーX（2024年12月）
- スーパーX2（2024年12月）
- スーパーX3（2025年5月）

### 銀河機攻隊 マジェスティックプリンス
- レッドファイブ（2025年1月）

### トップをねらえ！シリーズ

#### トップをねらえ！
- ミニ合体変形 ガンバスター（2025年2月）

#### トップをねらえ2！
- バスターマシン7号（2025年10月）

### 遊☆戯☆王VRAINS
- アクセスコード・トーカー（2025年5月）

### 宇宙の騎士テッカマンブレード
- テッカマンブレード（2025年6月）

### 科学忍者隊ガッチャマンF
- ガッチャスパルタン（2025年7月）

### DETONATORオーガン
- オーガン（2025年7月）

### ヤマトタケル
- 魔空戦神スサノオ 第2段階（2025年7月）

### 翠星のガルガンティア
- チェインバー（2025年8月）

### ヴァンドレッド
- ヴァンドレッド・ディータ（2025年9月）

### 聖刻1092
- ニキ・ヴァシュマール（2025年10月）

### 惑星ロボ ダンガードA
- ダンガードA（2025年12月）

### アルジェントソーマ
- ザルク（2025年12月）

### ブレイク ブレイド
- デルフィング第二形態（2025年12月）
- デルフィング第三形態（2025年12月）

### 機甲界ガリアン
- ガリアン重装改（2025年12月）
- スカーツ（2026年1月）
- ザウエル（2026年1月）

### 銀装騎攻オーディアン
- オーディアン（2026年1月）

### バディ・コンプレックス
- ルクシオン（2026年2月）
- ブラディオン（2026年2月）

### 巨神ゴーグ
- ゴーグ（2026年4月）
- キャリア・ビーグル（2026年4月）

### 星銃士ビスマルク
- ビスマルク（2026年5月）